# Замок Акасака
Замок Акасака (яп. 赤坂城, あかさかじょう, акасака-дзьо) — японський замок на території села Чіхая-Акасака у префектурі Осака. Національна історична пам'ятка Японії. Відомий як центр повстання Кусунокі Масасіґе наприкінці періоду Камакура.

## Короткі відомості
У 1331 році, після взяття самурайськими урядовими силами замку Касаокі імператора Ґо-Дайґо, війська роялістів під керівництвом Кусунокі Масасіґе підняли повстання і заперлися у нижньому замку Акасака (下赤坂城). Згідно з «Тайхейкі» це було невелике гірське укріплення. Кусунокі впродовж деклькох тижнів успішно відбивав приступи чисельноперважаючих загонів сьоґунату і рокухарського інспектора. Коли сили вичерпалися, голова повстанців підпалив замок і потайки полишив його. Війська камакурського уряду захопили укріплення, але спіймати противників не змогли.
У 1332 році Кусунокі знову зібрав вірні імператору Ґо-Дайґо війська і зайняв верхній замок Акасака (上赤坂城). Поруч з ним він спорудив форт Тібая, в якому посадив головою полководця Хірано Сьоґена. Проте війська камкурського сьоґунату спромоглися знову захопити Акасаку, перекривши повстцям доступ до води і зіпсувавши колодязі.
У середині 14 століття довкола «верхнього» і «нижнього» замків Акасака велися бої між військами півінчіної і південної династій імператорського дому Японії.
Сьогодні від замку Акасака навіть не залишилося і руїн.